# Hrabstwo Taney (Missouri)

Piramida wieku hrabstwa

Hrabstwo Taney (ang. Taney County) – hrabstwo przy południowej granicy stanu Missouri w Stanach Zjednoczonych. Obszar całkowity hrabstwa obejmuje powierzchnię 651,48 mil2 (1 687 km²). Według danych z 2010 r. hrabstwo miało 51 675 mieszkańców. Hrabstwo powstało 4 stycznia 1837 roku i nosi imię Rogera Taneyego - piątego prezesa Sądu Najwyższego Stanów Zjednoczonych.

## Sąsiednie hrabstwa
- Hrabstwo Christian (północ)
- Hrabstwo Douglas (północny wschód)
- Hrabstwo Ozark (wschód)
- Hrabstwo Marion (Arkansas) (południowy wschód)
- Hrabstwo Boone (Arkansas) (południe)
- Hrabstwo Carroll (Arkansas) (południowy zachód)
- Hrabstwo Stone (zachód)

## Miasta
- Branson
- Forsyth
- Hollister
- Merriam Woods
- Rockaway Beach
- Kissee Mills (CDP)

## Wioski
- Bull Creek
- Kirbyville
- Table Rock
- Taneyville